# Punta Armonia

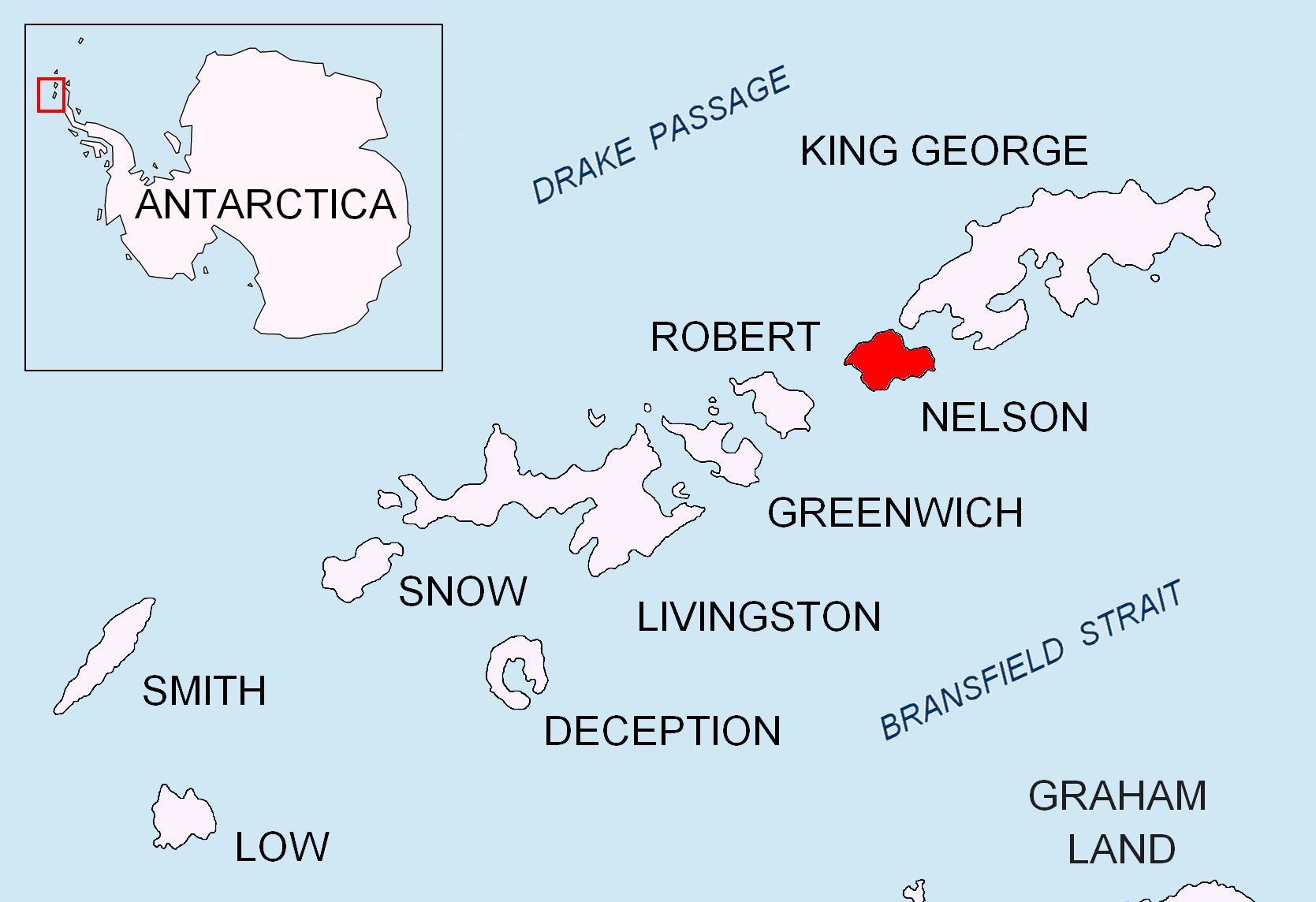
Posizione dell'isola di Nelson nelle Isole Shetland meridionali

Punta Armonia (Harmony Point) è un promontorio libero dai ghiacci situato a ovest di Harmony Cove e forma l'estremità occidentale dell'isola di Nelson, nelle isole Shetland meridionali dell'Antartide.

## Storia
Fu mappato approssimativamente dai balenieri del 19º secolo che la chiamarono "Cape Huntress" in onore della goletta americana "Huntress". Fu tracciato nuovamente nel 1935 dal personale della Discovery Investigations sulla Discovery II e prese il nome dall'associazione con Harmony Cove. La toponomastica antartica dell'Argentina (1970) e del Cile (1951 e 1974) hanno tradotto il toponimo in spagnolo.  Nel 1958 apparve anche in Argentina come Cerro Punta Armonía.

## Territorio
La sua topografia è ondulata, salendo fino a 40 metri di altitudine con molti corsi d'acqua. A est c'è il vicino Inca Point.

## Flora

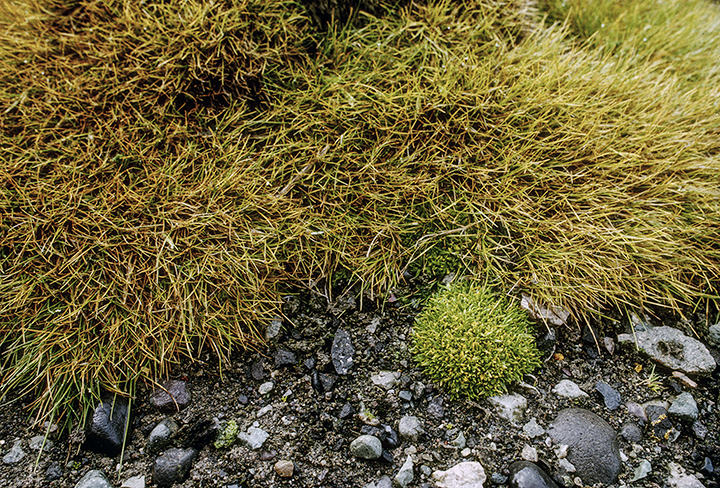
Deschampsia antarctica e Colobanthus quitensis

La sua abbondante vegetazione comprende muschi, licheni e due specie di piante vascolari: Deschampsia antarctica e Colobanthus quitensis.

## Fauna

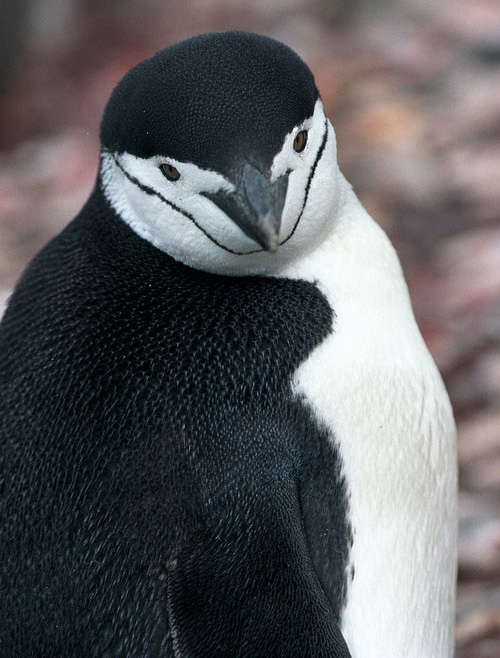
Pinguino sottogola

Il sito ospita una varietà di uccelli nidificanti, tra cui una delle più grandi colonie di pinguini sottogola (Pygoscelis antarcticus) della penisola antartica con circa 90.000 coppie. Altri uccelli che nidificano nel sito sono i pinguini papua  (Pygoscelis papua) (3.300 coppie), il cormorano imperiale (Leucocarbo atriceps) (45 coppie), le procellarie delle tempeste dal ventre nero e di Wilson (1.000 coppie in totale), le procellarie giganti del sud (485 coppie), le procellarie del Capo (480 coppie), le procellarie antartiche Stercorari (60 paia), becchi nevosi (140 paia), gabbiani alghe (130 paia) e sterne antartiche (170 paia).
Oltre agli uccelli, ci sono: le foche di Weddell (Leptonychotes weddellii), le foche dell'Antartide (Arctocephalus gazella) e gli elefanti marini del sud (Mirounga leonina), che compaiono frequentemente sulle spiagge della punta con i loro piccoli. Nella zona circostante si avvistano occasionalmente le foche battitore di granchi (Lobodon carcinophagus).

## Conservazione
Il sito è protetto Area Specialmente Protetta dell'Antartide (codice ASPA 133). L'ASPA comprende i punti Armonía, Inca e Dedo, il ghiacciaio adiacente e l'adiacente zona marina della cala Armonía.
L'area di 3.069 ettari che comprende i punti liberi dai ghiacci Harmony e The Toe, insieme alle loro vicinanze coperte di ghiaccio, è stata identificata come Important Bird Area (IBA) da BirdLife International.

## Rivendicazioni territoriali
L'Argentina comprende l'Isola Nelson nel dipartimento dell'Antartide Argentina, all'interno della provincia della Terra del Fuoco, dell'Antartide e delle Isole dell'Atlantico meridionale. Per il Cile, fa parte del comune Antartide della provincia cilena dell'Antartide all'interno della regione di Magallanes e dell'Antartide cilena. Il Regno Unito integra il Territorio Antartico Britannico. Tutte e tre le rivendicazioni sono soggette alle disposizioni del Trattato Antartico.